# Lauch Faircloth

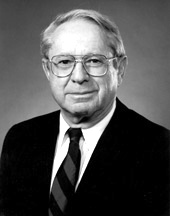
Lauch Faircloth (2010)

Duncan McLauchlin „Lauch“ Faircloth (* 14. Januar 1928 im Sampson County, North Carolina; † 14. September 2023 in Clinton, North Carolina) war ein US-amerikanischer Politiker, der den Bundesstaat North Carolina als Republikaner im US-Senat vertrat.

## Frühe Jahre und Aufstieg in North Carolina
Lauch Faircloth besuchte die High School in Roseboro und schlug danach eine berufliche Laufbahn als Farmer ein. Er betätigte sich außerdem im Immobiliengewerbe, im Maschinenbau und im Autohandel. Als Farmer folgte er dem Konzept der Massentierhaltung und war damit finanziell sehr erfolgreich.
Seine ersten Schritte in der Politik machte Faircloth als Mitglied der Demokratischen Partei. Er arbeitete als Fahrer für US-Senator W. Kerr Scott und unterstützte 1960 Terry Sanford bei dessen Bewerbung für das Amt des Gouverneurs von North Carolina. Dieser bedankte sich bei Faircloth dafür mit der Berufung in den staatlichen Autobahnausschuss. 1968 trat er im Wahlkampf um den Gouverneursposten für Robert W. Scott ein, der ebenfalls gewann und Faircloth in der Folge zum Vorsitzenden des Autobahnausschusses machte, was er bis 1972 blieb. Unter Gouverneur Jim Hunt übte er von 1977 bis 1983 das Amt des Handelsministers von North Carolina aus.
1984 strebte Faircloth dann selbst das Amt des Gouverneurs an. Er unterlag jedoch in der demokratischen Primary dem Attorney General von North Carolina, Rufus L. Edmisten. Dieser wiederum verlor gegen den Republikaner James G. Martin. Zwei Jahre später fasste Faircloth erstmals eine Kandidatur für den Senat als Nachfolger des verstorbenen John Porter East ins Auge, zog diese aber zurück, als Ex-Gouverneur Sanford in den Wahlkampf einstieg, der dann auch die Nachwahl gegen Jim Broyhill für sich entschied.

## Wechsel zu den Republikanern
Nach 40 Jahren in der Demokratischen Partei wechselte Faircloth 1990 zu den Republikanern. Mit der Unterstützung von Jesse Helms trat er 1992 zur Senatswahl an und besiegte in den Vorwahlen zunächst Sue Myrick sowie Walter E. Johnston. Danach traf er in der eigentlichen Wahl auf den erneut kandidierenden Terry Sanford. Dieser hatte 1984 noch Faircloths gescheiterte Gouverneurskandidatur unterstützt, ihn aber später mit Aussagen gegen sich aufgebracht, Faircloth hätte bei einer staatsweiten Wahl gegen ihn keine Chance. Der ehemalige Demokrat bezeichnete seinen ehemaligen Verbündeten im Wahlkampf als Liberalen, der für mehr Steuern und mehr Ausgaben der Regierung eintrete. Trotz eines schwachen Auftritts bei einer Fernsehdebatte entschied Faircloth die Wahl letztlich mit 100.000 Stimmen Vorsprung für sich und löste Sanford somit am 3. Januar 1993 im Kongress ab.
Nach sechsjähriger Amtszeit stellte sich Faircloth 1998 zur Wiederwahl, wobei er auf den Demokraten John Edwards traf, den späteren Kandidaten für die Vizepräsidentschaft an der Seite von John Kerry. Obwohl er lange der Favorit war, unterlag Faircloth letztlich mit 47:51 Prozent; der Unterschied betrug ungefähr 80.000 Stimmen. In der Nacht seiner Niederlage wurde er von Marion Barry, dem Bürgermeister von Washington, D.C., verspottet, mit dem er sich in den Jahren zuvor heftige Diskussionen über den politischen Status des Bundesdistrikts geliefert hatte: „Er war so damit beschäftigt, mich und die Bewohner des District of Columbia zu ärgern, dass er seine Wähler in North Carolina vergessen hat. Nun kann er heimkehren und sich wieder um die Schweine kümmern. Auf Wiedersehen, Faircloth.“